# Münzschatz von Lausitz

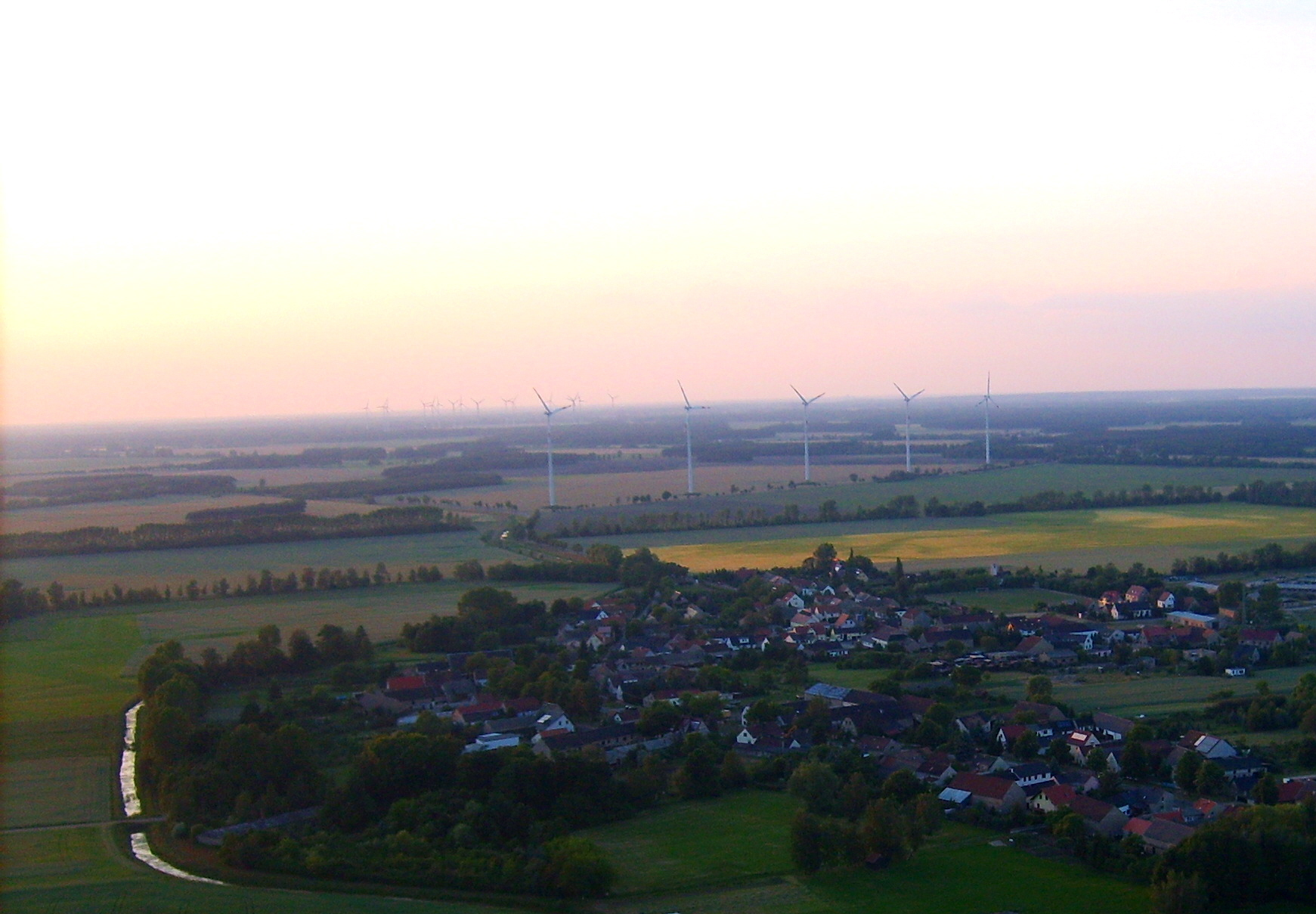
Das Dorf Lausitz und seine Umgebung aus Richtung Südosten gesehen.

Der Münzschatz von Lausitz wurde in einem napfförmigen 10,5 Zentimeter hohen Kumpf, etwa zwei Kilometer nordwestlich der südbrandenburgischen Gemeinde Lausitz gefunden. Er bestand aus 53 Silbermünzen, die vermutlich aus dem Zeitraum 31 bis 180 n. Chr.  stammen. Wahrscheinlich gelangten sie nur kurze Zeit nach dem Jahr 180 in die Erde. Am selben Fundplatz befanden sich sieben Brandgrubengräber des gleichen Zeitraums, wovon fünf Gräber innerhalb eines Durchmessers von fünf Metern lagen. In diesen Brandgruben befanden sich Asche, Kohlenreste sowie kleine schwarze Steine.
Die Münzen, bei denen es sich um Denare handelte, stellten Prägungen der römischen Kaiser Vespasian, Domitian, Nerva, Trajan, Hadrian, Antoninus Pius, Mark Aurel und Hadrians Frau Vibia Sabina dar.